# 渥美清の泣いてたまるか
『渥美清の泣いてたまるか』（あつみきよしのないてたまるか）は、1966年から放映された連続テレビドラマ『泣いてたまるか』の渥美清主演バージョンの作品群を指す。

## 概要
この作品は、毎回脚本家が変わり、渥美清も毎回違う役柄で出演するというコンセプトで始まった『泣いてたまるか』が正式タイトルである。DVDや渥美主演作品のみが放送されるようになって「渥美清の」という角書きがつけられた（肺病の後遺症で体力がもたず、青島幸男や中村嘉津雄と隔週交代で出演していた時期もある）。
その中でも、山田洋次が脚本を手がけた最終話の「男はつらい」という回を、山田本人が気に入り、渥美清の代表作である『男はつらいよ』の連続テレビドラマ化および映画化につながっている。ちなみに、後に諏訪博を演じる前田吟もこの回に出演した。
今では有名な俳優や女優が脇役として出演したこと、有名な脚本家が多数手がけていたこと、渥美清の独特な雰囲気と演技力の相乗効果で人気だったことは元より、作品としても素晴らしい出来と評されている。渥美は、寅さん風のアウトロー的な役はもちろん、トラックドライバー役、実直な教師役や平のサラリーマン役、更には偽傷痍軍人役等、多岐に渡る役柄を演じきり、役者としての懐の深さを見せた。
西田敏行はこの作品でデビューした。ちなみにこの作品から約20年後に、西田敏行バージョンの『泣いてたまるか』が放送された。
2005年-2006年にかけて、デアゴスティーニ・ジャパンより、隔週にわたって解説書付DVDが発売された（全27巻・54話）。またサンマーク出版から2005年に全5巻でシナリオ集が刊行された。
2015年1月から、無料衛星放送では初めてTwellVにて毎週土曜13:45-15:45にハイビジョン・リマスター版で抜粋ではあるが放送。 また2016年3月からも放送が決定（BS12「泣いてたまるか」）。 地上波では2015年10月から千葉テレビ放送にて毎週水曜20:00-21:00に同様のハイビジョン・リマスター版を放送。こちらは渥美以外の主演回も放送する。

## 主な出演者
（毎回変わる。詳細は「作品一覧」を参照のこと）
天知茂、イーデス・ハンソン、京塚昌子、黒柳徹子、関敬六、前田吟、小松方正、加藤剛、笠置シヅ子、左卜全、左幸子、市原悦子、栗原小巻、東野英治郎、石橋蓮司、藤山寛美、田中邦衛、渡辺篤、名古屋章、西田敏行、吉行和子、森川信、藤田弓子、宮本信子、浜村純、中村玉緒、津坂匡章、沢田雅美、悠木千帆、ミスター珍 他

## 作品一覧
| 放映日         | タイトル                   | 脚本                 | 監督       | 出演者                                                                       |
| -------------- | -------------------------- | -------------------- | ---------- | ---------------------------------------------------------------------------- |
| 1966年4月17日  | ラッパの善さん             | 野村芳太郎           | 中川晴之助 | 左幸子、小山明子、イーデス・ハンソン、坊屋三郎、穂積隆信、江幡高志、田中筆子 |
| 1966年4月24日  | やじろべえ夫婦             | 桜井康裕、山根優一郎 | 山際永三   | 四方晴美、曽我町子、中村是好、森川信、伊志井寛、南廣                         |
| 1966年5月8日   | ビフテキ子守唄             | 鈴木尚之、掛札昌裕   | 佐伯孚治   | 京塚昌子、藤村有弘、黒柳徹子、悠木千帆、清川虹子、関敬六                     |
| 1966年5月22日  | オールセーフ               | 光畑碩郎、高岡尚平   | 高橋繁男   | 津島恵子、佐藤英夫、高橋とよ、進藤英太郎、近藤和彦、渡辺謙太郎               |
| 1966年6月5日   | 二人になりたいッ           | 橋田壽賀子           | 下村堯二   | 広瀬みさ、左卜全、高原駿雄、初井言栄、柳永二朗、原泉                         |
| 1966年6月19日  | 浪花節だよ人生は           | 山根優一郎           | 高橋繁男   | 柳川慶子、春川ますみ、小松方正、石川進、松村達雄、玉川勝太郎                 |
| 1966年7月8日   | あすは死ぬぞと             | 関沢新一             | 渡邊祐介   | 弘田三枝子、北あけみ、花沢徳衛、バーブ佐竹、西村晃、大泉滉                   |
| 1966年7月17日  | ああ誕生                   | 早坂暁               | 真船禎     | 春川ますみ、殿山泰司、笠置シヅ子、鈴木やすし、渡辺文雄、左卜全               |
| 1966年8月7日   | おお独身くん！             | 笠原良三             | 松林宗恵   | 山茶花究、三井弘次、河野秋武、桜むつ子、中村玉緒、野上千鶴子                 |
| 1966年8月14日  | さらば飛行服               | 家城巳代治           | 家城巳代治 | 夏圭子、加藤嘉、潮万太郎、浜村純、加藤剛、上田吉二郎、鈴木光枝               |
| 1966年8月28日  | 先輩後輩                   | 大川久男、渡邊祐介   | 渡邊祐介   | 緑魔子、北村和夫、石橋蓮司、天知茂、藤山寛美、若水ヤエ子                     |
| 1966年9月11日  | 子はかすがい               | 山田洋次             | 飯島敏宏   | 市原悦子、栗原小巻、矢野宣、東野英治郎、川上夏代、関口銀三                   |
| 1966年9月25日  | さよなら敬礼！             | 井出雅人             | 瀬川昌司   | 左時枝、賀原夏子、小山田宗徳、佐々木すみえ、三上真一郎、西村晃               |
| 1966年10月9日  | 帰れ！わが胸に             | 光畑碩郎             | 佐藤純彌   | 岡本佳津子、入川保則、久米明、松村達雄、高峰三枝子、江幡高志                 |
| 1966年10月23日 | 僕も「逃亡者」             | 大石隆一             | 山際永三   | 浜田寅彦、田中邦衛、泉京子、世志凡太、睦五郎、森川信                         |
| 1966年11月6日  | 豚とマラソン               | 清水邦夫             | 家城巳代治 | 梓英子、ミッキー安川、舟橋元、渡辺篤、丹下キヨ子、関千恵子                   |
| 1966年11月20日 | ああ高砂や                 | 大石隆一             | 神谷吉彦   | 夏圭子、六本木真、石山健二郎、左幸子、高松政雄、天草四郎                     |
| 1966年12月4日  | その一言がいえない         | 橋本忍               | 中川晴之助 | 松本克平、永井智雄、稲葉義男、佐藤オリエ、小笠原良智、横内正                 |
| 1966年12月18日 | お家が欲しいの             | 橋田壽賀子           | 高橋繁男   | 長谷川裕見子、名古屋章、蔵忠芳、梅津栄、山茶花究、石井愃一                   |
| 1967年1月8日   | ある結婚                   | 光畑碩郎             | 今井正     | 久我美子、原知佐子、山東昭子、長山藍子、浦辺粂子、小沢昭一                   |
| 1967年1月22日  | 恋をつまびく               | 大原清秀             | 佐伯孚治   | 入江若葉、佐野浅夫、宮本信子、青木和子、北林谷栄、長谷川明男                 |
| 1967年2月5日   | リモコン亭主               | 関沢新一             | 福田純     | 久我美子、藤岡琢也、須賀不二男、関千恵子、石井愃一                           |
| 1967年2月19日  | ウルトラおやじとひとりっ子 | 山根優一郎           | 高橋繁男   | 佐々木愛、左卜全、藤村有弘、牟田悌三、松村達雄、殿山泰司                     |
| 1967年3月5日   | まんが人生                 | 光畑碩郎             | 枝川弘     | 岸久美子、中村是好、戸浦六宏、久里千春、犬塚弘、高松政雄                     |
| 1967年3月19日  | あゝ純情くん               | 家城巳代治           | 神谷吉彦   | 赤沢亜沙子、木村俊恵、松本克平、平幹二朗、川口敦子                           |
| 1967年4月2日   | 僕もガードマン             | 山中恒、佐藤純彌     | 佐藤純彌   | 京塚昌子、見明凡太郎、関敬六、蔵忠芳、井上清子、石井愃一                     |
| 1967年4月9日   | 先生早とちりをする         | 光畑碩郎             | 飯島敏宏   | 津坂匡章、名古屋章、沢田雅美、西田敏行、河内桃子、吉行和子                   |
| 1967年4月16日  | 先生ラブレターを書く       | 橋田壽賀子           | 家城巳代治 | 名古屋章、沢田雅美、桑山正一、石井愃一、河原崎建三                           |
| 1967年4月23日  | 先生ニッポンへかえる       | 光畑碩郎             | 高橋繁男   | 河内桃子、ミッキー安川、小夜福子、松村達雄、マコ岩松                         |
| 1967年5月7日   | 先生しごかれる             | 高岡尚平             | 高橋繁男   | 夏圭子、渡辺篤史、大塚道子、太宰久雄、森川信、日高澄子                       |
| 1967年5月12日  | 先生初恋の人に逢う         | 高岡尚平             | 下村堯二   | 渡辺篤史、穂積隆信、中山昭二、北村和夫、小山明子、桜むつ子                   |
| 1967年6月4日   | 先生仲人をする             | 光畑碩郎             | 平松弘至   | 佐藤オリエ、沢田雅美、松本克平、藤田弓子、竜のり子、東山千栄子               |
| 1967年6月18日  | 先生故郷へかえる           | 橋田壽賀子           | 神谷吉彦   | 宮本信子、佐々木功、中村是好、人見きよし、浦辺粂子                           |
| 1967年7月2日   | 先生週刊誌にのる           | 深作欣二、北野夏生   | 深作欣二   | 名古屋章、沢田雅美、高松英郎、小松方正、中原早苗、河内桃子                   |
| 1967年7月16日  | 先生推理する               | 光畑碩郎             | 枝川弘     | 桑山正一、沢田雅美、桜むつ子、藤原釜足、森川信                               |
| 1967年7月23日  | 先生海で溺れる             | 山内泰雄、佐藤純彌   | 佐藤純彌   | 安井昌二、名古屋章、沢田雅美、三上真一郎、菅井きん、浜村純                   |
| 1967年8月13日  | 先生台北へ飛ぶ             | 橋田壽賀子           | 神谷吉彦   | 梓英子、文野朋子、原泉、関敬六、李鳳、呉老古                                 |
| 1967年8月20日  | 先生勇気を出す             | 家城巳代治、入江昭夫 | 小山幹夫   | 河内桃子、名古屋章、杉浦直樹、三島雅夫、沢田雅美                             |
| 1967年9月3日   | 先生追い出される           | 山根優一郎           | 神谷吉彦   | 桑山正一、名古屋章、小松方正、宮本信子、中村是好、松風はるみ                 |
| 1967年9月17日  | 先生泣いてたまるか         | 高岡尚平             | 下村堯二   | 串田和美、浜畑賢次、戸川暁子、下元勉、浜村純                                 |
| 1967年10月1日  | 兄と妹                     | 家城巳代治           | 今井正     | 原田芳雄、寺田路恵、浜田寅彦、中野誠也、蟹江敬三、岩崎加根子                 |
| 1967年10月15日 | ぼくのお父ちゃん           | 光畑碩郎             | 高橋繁男   | 春川ますみ、吉村実子、殿山泰司、山本文郎                                     |
| 1967年10月29日 | ある日曜日                 | 木下惠介             | 大槻義一   | 市原悦子、新克利、清水良英、中村美代子、野中マリ                             |
| 1967年11月12日 | 日本で一番もてない男       | 橋田壽賀子           | 高橋繁男   | 佐藤オリエ、野村昭子、砂塚秀夫、花沢徳衛、江幡高志、松村達雄                 |
| 1967年11月26日 | ああ無名戦士！             | 早坂暁               | 高橋繁男   | 田中邦衛、戸浦六宏、名古屋章、加藤武、若宮忠三郎、橋本功                     |
| 1967年12月10日 | ああ軍歌                   | 山田太一             | 今井正     | 小山明子、賀原夏子、永井柳太郎、西村晃、山形勲、大塚国夫                     |
| 1967年12月24日 | 雪の降る街に               | 灘千造               | 井上博     | 左幸子、松本克平、夏圭子、渡辺篤史、中谷一郎、井川比佐志                     |
| 1968年1月7日   | 吹けよ春風                 | 鈴木尚之、掛札昌裕   | 高橋繁男   | 中原早苗、日高澄子、渡辺篤、常田富士男、中村賀津雄、山茶花究                 |
| 1968年1月21日  | まごころさん               | 野村芳太郎、森﨑東   | 中川晴之助 | ジェリー藤尾、武智豊子、賀原夏子、坊屋三郎、浜木綿子                         |
| 1968年2月4日   | 禁じられた遊び             | 清水邦夫             | 高橋繁男   | 大坂志郎、長谷川裕美子、松本克平、十朱久雄、野村昭子                         |
| 1968年2月18日  | 意地が涙を                 | 山根優一郎           | 小山幹夫   | 坪内ミキ子、関敬六、花沢徳衛、内田良平、石田国松                             |
| 1968年3月3日   | おゝ怪獣日本一             | 稲垣俊               | 佐伯孚治   | 田中美恵子、野々浩介、河内桃子、関口銀三、江原一哉、片山真由美               |
| 1968年3月17日  | 東京流れ者                 | 内田栄一             | 高橋繁男   | 松村達雄、名古屋章、小松方正、久里千春、高城淳一、中村賀津雄                 |
| 1968年3月31日  | 男はつらい                 | 山田洋次、稲垣俊     | 飯島敏宏   | 小坂一也、前田吟、関千恵子、関敬六、高品格、花沢徳衛、川口恵子               |